# فرانک مور (بازیگر)
فرانک مور (انگلیسی: Frank Moore؛ زادهٔ ۱ ژانویهٔ ۱۹۴۶) بازیگر تئاتر، بازیگر سینما و بازیگر تلویزیون اهل کانادا است.
از فیلم‌ها یا برنامه‌های تلویزیونی که وی در آن نقش داشته‌است می‌توان به هار، بوسه طولانی شب‌بخیر، به‌سوی جنوب، کیل‌جویز و ماجراهای مرداک اشاره کرد.